# Maria Rovira i Lastra
Maria Rovira Lastra, más conocida como Oye Sherman, (Barcelona, 2 de junio de 1990) es una humorista y guionista española. Forma parte del colectivo de monologuistas de El Soterrani.

## Trayectoria
Rovira mostró interés por la escritura y la poesía desde pequeña, escribiendo sus propios poemas desde los nueve años. Estudió en la escuela Súnion, donde realizó el bachillerato humanístico y social. Después, cursó un grado en comunicación audiovisual (itinerario de guion) en la Universidad Pompeu Fabra (UPF), que incluyó estancia en la Università degli Studi Roma Tre.
Ha participado en diferentes programas radiofónicos, como la tertulia del Estat de Gràcia,de Catalunya Ràdio, y participa en L' irradiador, un programa de literatura de la emisora iCat, donde conduce su sección Sherman & Co. En cuanto a la televisión, Rovira formó parte de la nit dels Òscars, un programa de humor y de actualidad, emitido por el canal TV3, en el que conducía una sección protagonizando diferentes vídeos satíricos. Además, colabora con el informativo satírico Està passant presentado por el periodista Toni Soler.
Es muy activa en redes sociales, especialmente en Twitter y YouTube, donde tiene su videoblog llamado "Es busca Oye Sherman", protagonizado y dirigido por ella misma y Ariel F. Verba. Copresenta el podcast Oye Polo en Radio Primavera Sound con la periodista y humorista Ana Polo. También realiza con frecuencia monólogos de temática feminista, a menudo en colaboración con la misma Ana Polo.
En el terreno literario, ha publicado tres poemas en colaboración con otros autores en Fred de manzanas dulces, y ha participado en una recopilación de los ganadores de los Premios Ciudad de Olot de 2010 en la categoría de poesía. También ha participado en el colectivo literario Gilles de Rai. 

## Reconocimientos
En 2017, ganó el premio VOC a la mejor webserie, y el Premio Pantalles 2018, otorgado por la revista digital Núvol a jóvenes creadores.